# العلاقات السعودية السنغالية
العلاقات السعودية السنغالية، هي العلاقات الحالية والتاريخية بين المملكة العربية السعودية وجمهورية السنغال. المملكة العربية السعودية لديها سفارة في داكار في حين أن السنغال لديها سفارة في الرياض وقنصلية في جدة.
وقد طور كل من الإسلام السني بين السعودية والسنغال علاقة قوية. وقد دعمت الدولتان مؤخرا بعضهما البعض في القضايا الدبلوماسية.

## العلاقات الحالية

### الحرب الأهلية اليمنية
منذ بداية الحرب الأهلية اليمنية، شاركت السنغال كجزء من التحالف بقيادة السعودية ضد الحوثيين، وهي جماعة متمردة شيعية من اليمن. قامت السنغال بنشر أكثر من 2100 جندي في المملكة العربية السعودية  وكلاهما تعاونا معا ضد المتمردين الحوثيين في جنوب المملكة العربية السعودية.

### إيران
على الرغم من أن السنغال تربطها علاقة وثيقة بإيران، إلا أن السنغال تتوخى الحذر من نفوذ إيران في البلاد. رداً على ذلك، حاولت المملكة العربية السعودية مواجهة النفوذ الإيراني في الدولة الأفريقية.

### أزمة ديبلوماسية قطر
رغم أن السنغال لا تقضي على العلاقات مع قطر، فقد دعمت المملكة العربية السعودية من خلال تقليص علاقتها مع قطر منذ بدء الصراع الدبلوماسي بين قطر والمملكة العربية السعودية. ومع ذلك، أعادت السنغال في وقت لاحق تعيين سفيرها في قطر، على أمل الحد من التوترات بين دولتين من دول الخليج العربية.

## وصلات خارجية
- وزارة الخارجية السعودية (بالعربية)
- Ministry of Foreign Affairs of Kingdom of Saudi Arabia (بالإنجليزية)